# Найштетік Володимир Якович
Володимир Якович Найштетік (н. 12 грудня 1954, Київ, СРСР) — дослідник і підприємець, доктор філософії в сфері державного управління. Автор винаходів в області фармакології, власник 12 українських і російських патентів.

## Біографія
Народився в єврейській сім'ї. Після закінчення в 1972 середньої школи № 100 працював в ремонтній групі Київської міської радіотрансляційної мережі, звідки був в 1973 призваний до лав радянської армії. Після демобілізації з армії в 1975 вступив і в 1981 успішно закінчив Ленінградський інститут кіноінженерів. Одночасно з навчанням у ВНЗ багато[ненейтрально] працював, постійно[ненейтрально] підвищуючи свою кваліфікацію від простого робочого до керівника підрозділу в Центрі наукової організації праці та управління Міністерства легкої промисловості УРСР. У 1984 перейшов на роботу в РОНО (районний відділ народної освіти) Ленінського РВК Києва, де викладав у середній школі № 21 і керував інженерно-технічною службою. У 1988 створив і очолив один з перших промислових кооперативів в Українській РСР (будівництво, ремонт і налагодження промислових комплексів).
1992 року зі зміною політичної ситуації та кон'юнктури  ринку, на базі Інституту біоорганічної хімії створив і очолив науково-виробниче підприємство «НІР», з метою створення в Україні нового покоління лікарських засобів, які були б конкурентноздатні на світовому ринку ліків, і могли б стати однією з тих ланок ланцюга, за яку можна було б витягнути економіку України. Зареєстровані і впроваджуються в Україні і за її межами препарати «Пропес», «Біпекс», «Цереброкурин», «Інфламафертин» і «Біофонд»; два препарати з цього списку є ліками для лікування онкологічних захворювань і захворювань ЦНС, і аналогів цих ліків в світі поки що[коли?] не існує, робота ж над вдосконаленням триває[джерело?][ненейтрально].
Один з авторів концепції впровадження системи медичного страхування в Україні. У 1996 був обраний дійсним членом Української академії наук, а з 1998 обраний членом редакційної колегії Національної фармакопеї України. У 2012 року обраний дійсним членом Європейської академії. Нагороджений срібною медаллю Платона, неодноразово подяками столичної адміністрації, «Золотим ягуаром» Асоціації ділових кіл України, лауреат премії EMRC EuroMarket Award (Брюссель-2003), почесними відмінністю 2-й (Київ-2004) і 1-й ступенів УАН, "Лідер України" (2005). Почесний професор бізнесу та управління Міжнародного слов'янського університету.

## Сім'я
Дружина — Аліса. Діти — Євген і Ростислав.[джерело?]